# Lydsporet
Lydsporet var et dansk tidsskrift, fanzine og "nyhedsbrev om filmmusik", der udkom i 21 numre mellem 1991 og 2001 og indeholdt artikler, anmeldelser, nyheder, etc.. 
De første otte numre, der udkom mellem 1991 og 1992, blev redigeret af Søren Henrik Jacobsen. Bladets skribenter i denne periode var Henning Bloch Andersen, Nicolas Barbano, Peter Bredmose, Michael Tutein Brenøe, Mikael Christensen, Viggo Degnbol, Arne Dupont, Søren Hyldgaard, Søren Henrik Jacobsen, Kenneth Jensen, Svend Ploug Johansen, Peder Pedersen, Steen Schapiro, Martin Schmidt, Hans Sørensen, Claus Vilholm og Nikolai Winther.
Senere genopstod Lydsporet som medlemsblad for Det Danske Filmmusik Selskab. Lydsporet nr. 21, februar 2001, fyldte 74 sider og blev det sidste nummer af bladet, hvorefter aktiviteterne fortsatte på internettet.

## Fodnoter
1. ↑  Det Danske Filmmusik Selskab